# Paraponera
Paraponera är ett släkte av myror.
Paraponera ingår i familjen myror. Släktet beskrevs av den brittiske entomologen Frederick Smith 1858.
Kladogram enligt Catalogue of Life:
| Paraponera | \| \| Paraponera clavata \| \| \| \| \| \| Paraponera dieteri \| \| \| \| |
|            | \| \| Paraponera clavata \| \| \| \| \| \| Paraponera dieteri \| \| \| \| |
|            | Paraponera clavata                                                        |
|            |                                                                           |
|            | Paraponera dieteri                                                        |
|            |                                                                           |

## Bildgalleri

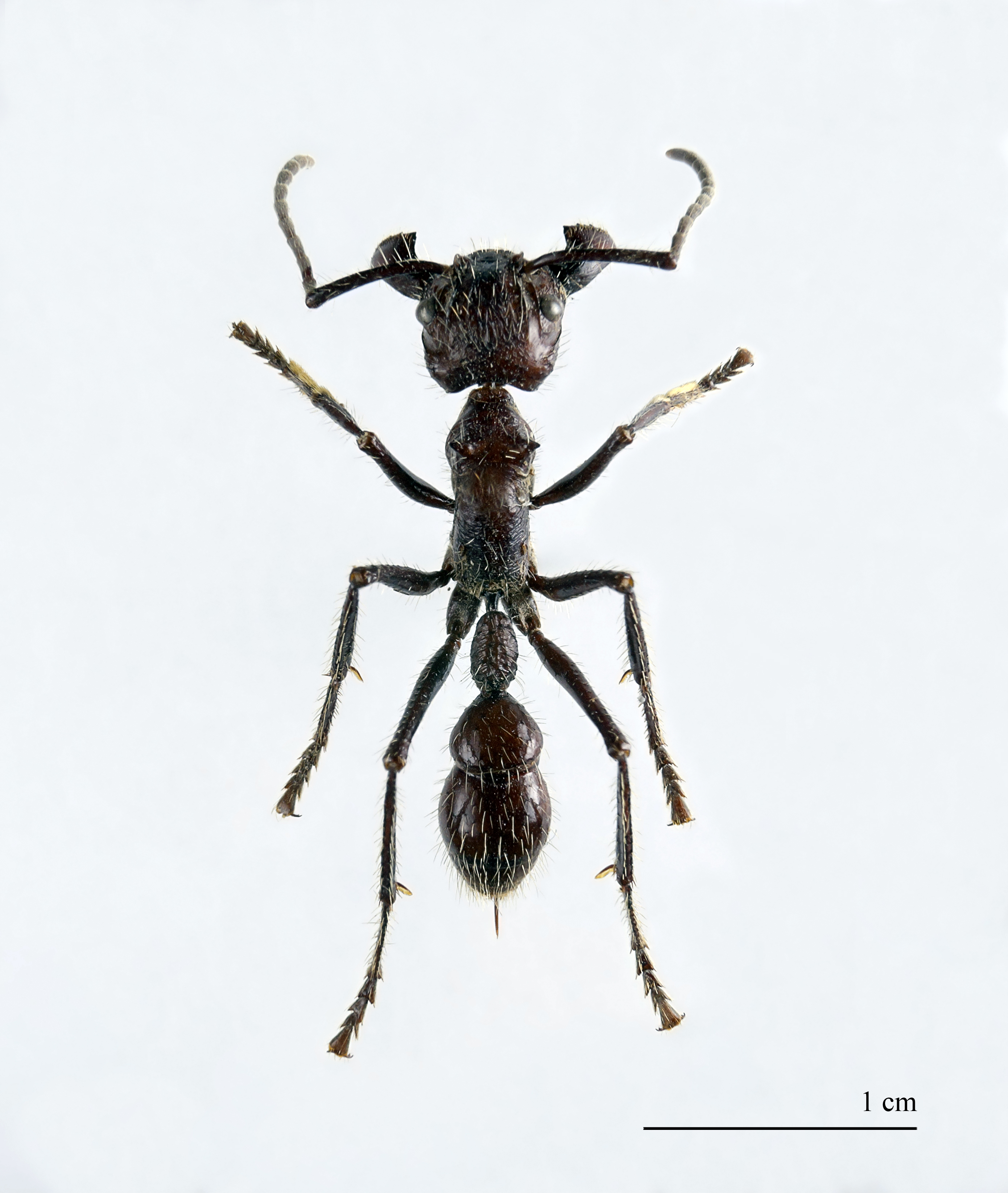
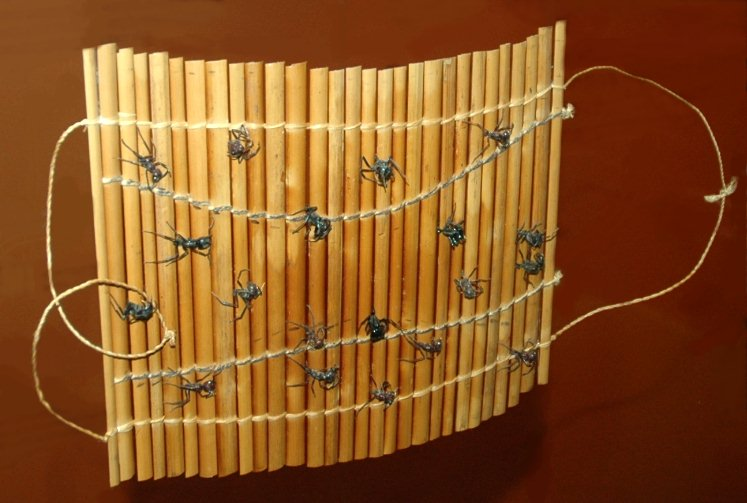
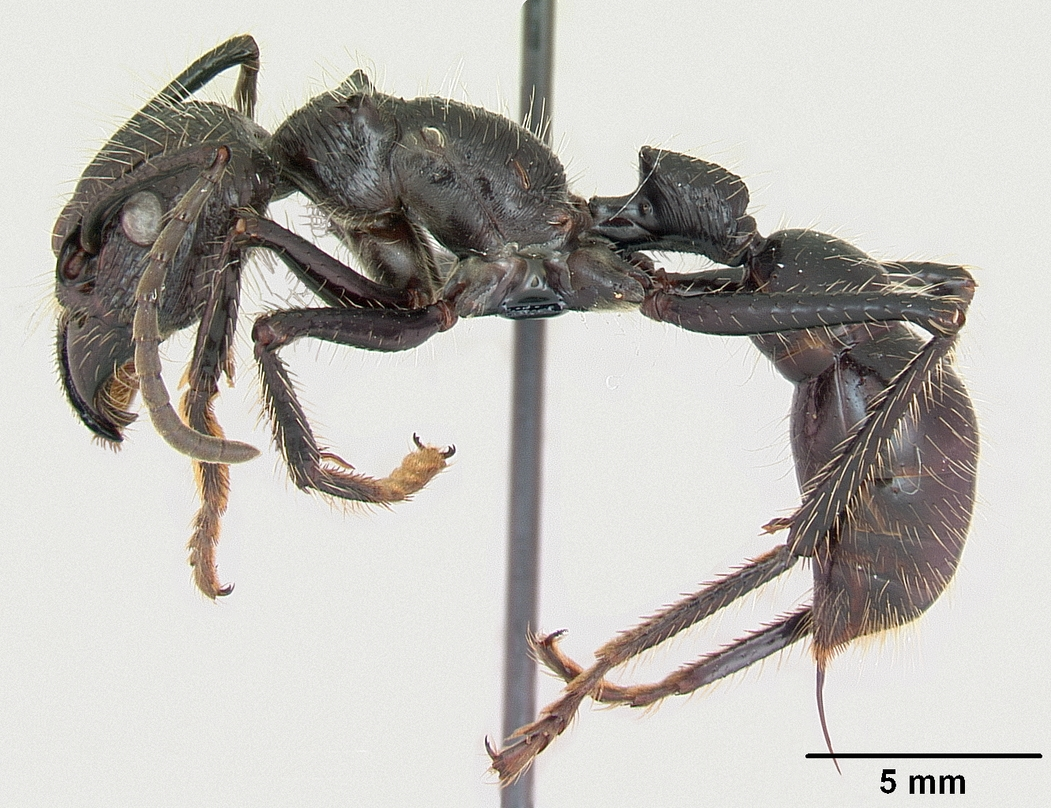
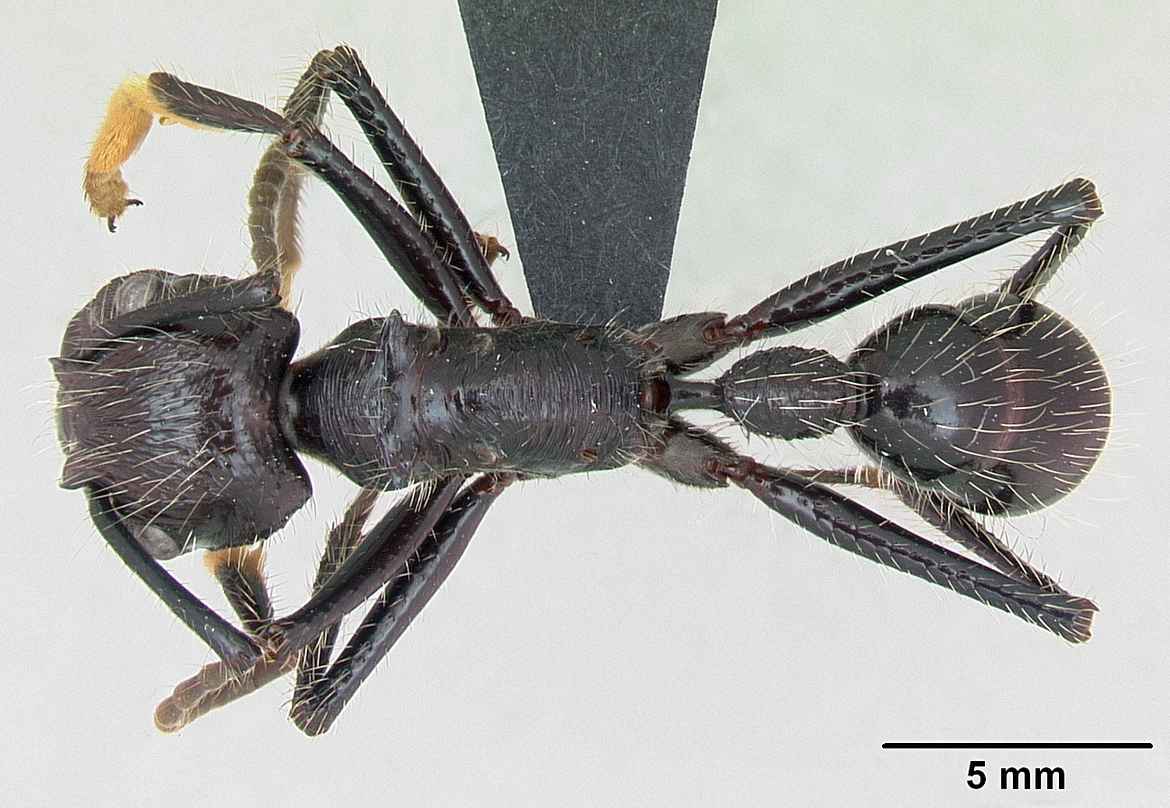
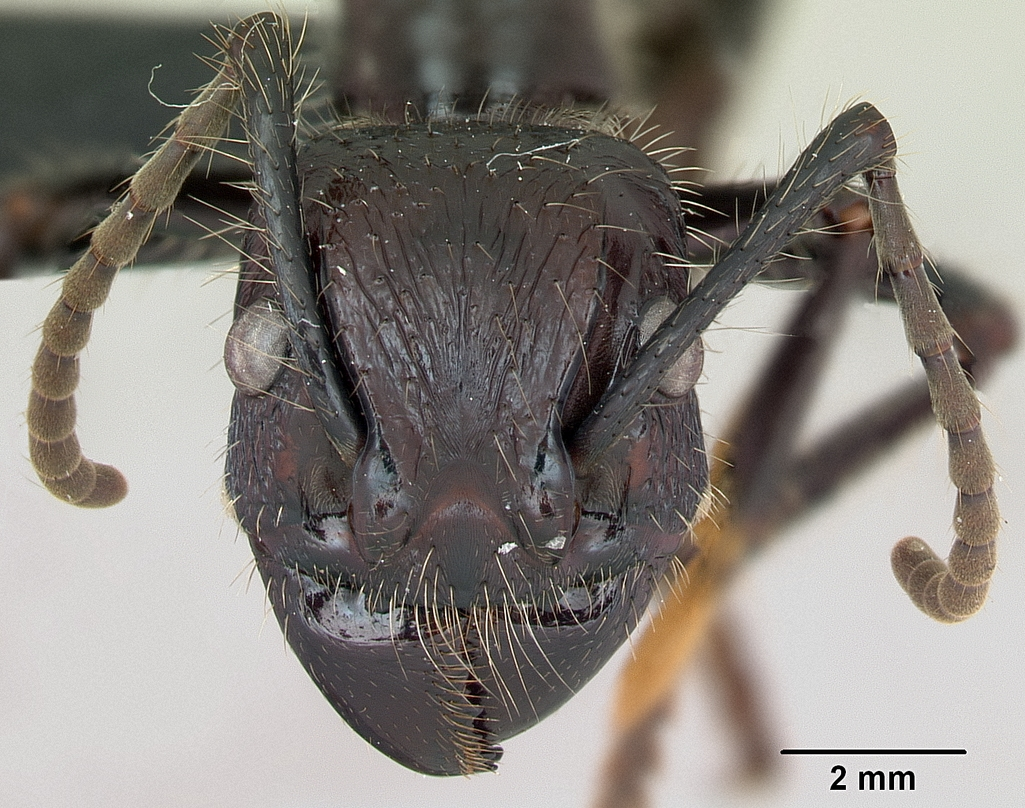